# Zuzana Dolinková
Zuzana Dolinková, née le 20 janvier 1983 à Topoľčany (alors en Tchécoslovaquie), est une avocate et femme politique slovaque. Elle est ministre de la Santé de Slovaquie du 25 octobre 2023 au 4 octobre 2024.

## Biographie
Zuzana Dolinková naît le 20 janvier 1983 à Topoľčany, alors en Tchécoslovaquie. En 2007, elle obtient son diplôme de droit de l'Université Comenius. Après avoir obtenu son diplôme, elle exerce le droit dans le secteur privé. De 2015 à 2021, elle dirige l'Association des prestataires ambulatoires (Zväz ambulantných poskytovateľov), un syndicat de prestataires privés de soins de santé.
Lors des élections législatives slovaques de 2020, elle se présente sans succès sur la liste du parti Bon Choix, qui ne parvient pas à franchir le seuil de représentation. En tant qu'experte du parti en matière de santé, elle soutient la poursuite de la construction du nouvel hôpital de Rázsochy.
À la suite de la fusion de Bon Choix avec HLAS – social-démocratie, elle se présente sur la liste de HLAS aux élections législatives slovaques de 2023. Après le succès des élections, elle rejoint le gouvernement Fico IV en tant que ministre de la Santé. Elle remporte un siège mais ne devient pas députée en raison de l'exigence constitutionnelle slovaque interdisant aux ministres du gouvernement de siéger également en tant que députés.
Le 4 octobre 2024, elle annonce sa démission de son poste de ministre de la Santé, en raison des mesures d'austérité approuvées par le gouvernement et ayant un impact sur les services de santé. Le salaire des médecins devait augmenter de 9,66 % en 2025, mais en raison des mesures, il n'augmentera que de 3 %. Cela signifie que, en raison de l’inflation, il n’y aura pratiquement aucune augmentation réelle des salaires. Cette mesure a été contestée par les syndicats de médecins et d'infirmiers.

## Vie privée
Zuzana Dolinková est divorcée et a deux enfants.